# 凱爾特斯鮑姆巴赫河

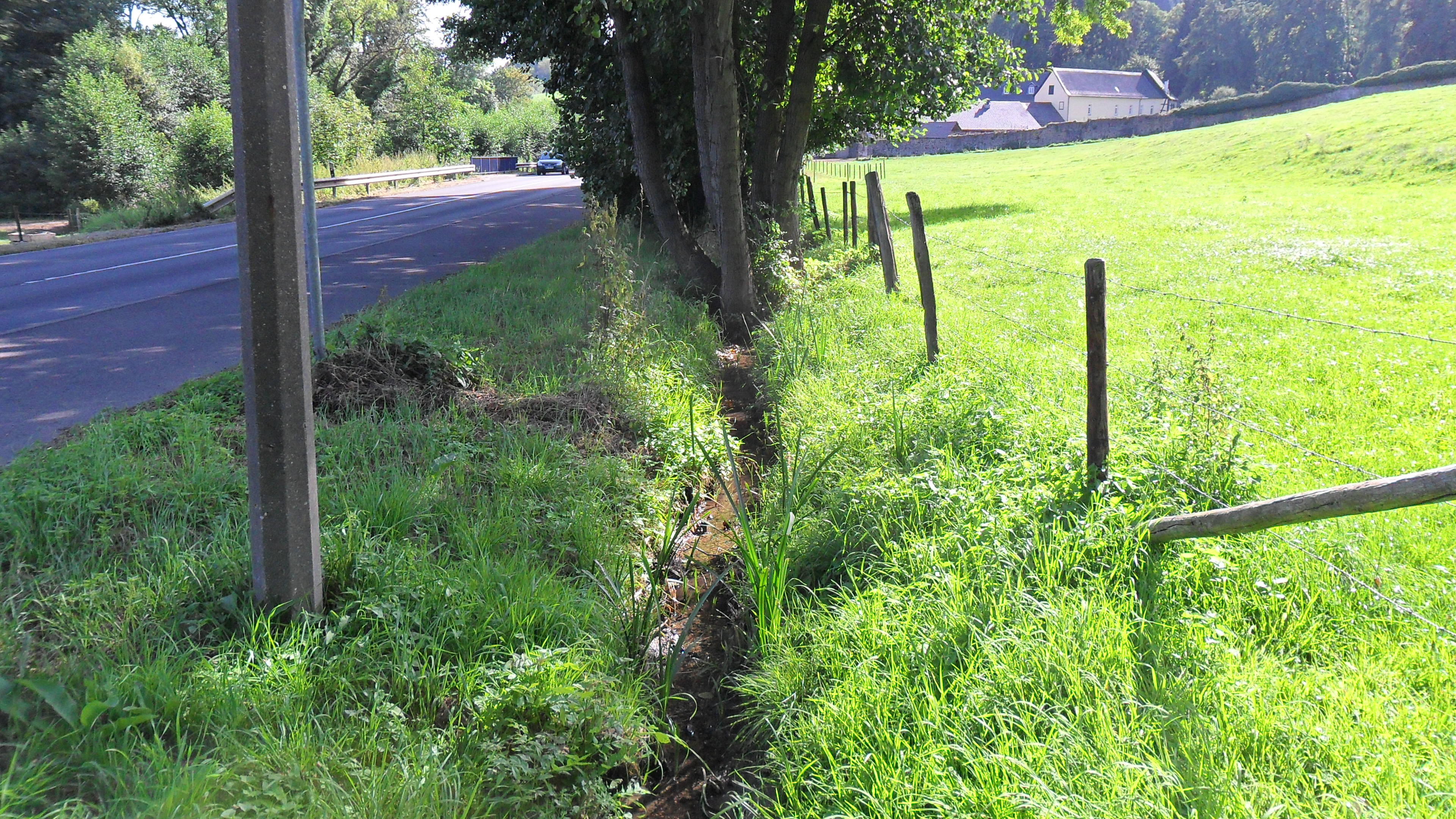

50°40′22″N 7°08′22″E / 50.672823°N 7.139508°E
凱爾特斯鮑姆巴赫河（德語：Keltersbaumbach），是德國的河流，位於該國西部，處於北萊茵-威斯特法倫州，屬於戈德斯貝格巴赫河的左支流，河道全長1.1公里，流域面積1.1平方公里。